# Kullervo Leskinen
Kaarlo Veikko Kullervo „Kurre” Leskinen (ur. 15 września 1908 w Toholampi, zm. 25 lipca 1989 w Jyväskylä) – fiński strzelec, olimpijczyk, multimedalista mistrzostw świata. Brat Viljo Leskinena, także strzelca i medalisty mistrzostw świata.
Dwukrotny olimpijczyk. Wystąpił na Letnich Igrzyskach Olimpijskich 1948 i 1952, na których pojawił się łącznie w trzech konkurencjach. Na igrzyskach w Londynie, gdzie startował w jednej, został sklasyfikowany na piątym miejscu w karabinie dowolnym w trzech pozycjach z 300 metrów. Cztery lata później, gdy areną igrzysk była stolica Finlandii, dwukrotnie plasował się w czołowej dziesiątce zawodów, nie stając jednak na podium w żadnej z konkurencji. Zdobył siódme miejsce w karabinie małokalibrowym leżąc z 50 metrów, zaś w strzelaniu w trzech pozycjach osiągnął ósmy wynik.
Leskinen jest 45-krotnym medalistą mistrzostw świata – tylko trzech zawodników w historii strzelectwa sportowego ma więcej miejsc na podium mistrzostw świata (Konrad Stäheli, Karl Zimmermann i Lones Wigger). W dorobku ma 15 złotych, 19 srebrnych i 11 brązowych medali, które wywalczył w latach 1930-1952. Był najlepszym zawodnikiem mistrzostw świata w 1931 roku, jeśli chodzi o liczbę zdobytych miejsc na podium (9).

## Osiągnięcia sportowe

### Wyniki olimpijskie
| Igrzyska      | Konkurencja                               | Wynik                    | Miejsce | Źródło |
| ------------- | ----------------------------------------- | ------------------------ | ------- | ------ |
| Londyn 1948   | Karabin dowolny, trzy postawy, 300 m      | 1103 pkt. (389–368–346)  | 5       | [ 3 ]  |
| Helsinki 1952 | Karabin małokalibrowy leżąc, 50 m         | 398 pkt. (99–99–100–100) | 7       | [ 4 ]  |
| Helsinki 1952 | Karabin małokalibrowy, trzy postawy, 50 m | 1157 pkt. (398–390–369)  | 8       | [ 5 ]  |

### Medale na mistrzostwach świata
Opracowano na podstawie materiału źródłowego:
| Mistrzostwa                                     | Konkurencja                                            | Wynik             | Miejsce |
| ----------------------------------------------- | ------------------------------------------------------ | ----------------- | ------- |
| Antwerpia 1930                                  | Karabin dowolny leżąc, 300 m                           | 389 pkt.          |         |
| Karabin małokalibrowy leżąc, 50 m               | 392 pkt.                                               |                   |         |
| Karabin małokalibrowy leżąc, 50 m, drużynowo    | 1924 pkt. (druż.)                                      |                   |         |
| Karabin małokalibrowy klęcząc, 50 m             | 381 pkt.                                               |                   |         |
| Karabin małokalibrowy klęcząc, 50 m, drużynowo  | 1863 pkt. (druż.)                                      |                   |         |
| Karabin dowolny, trzy postawy, 300 m, drużynowo | 5337 pkt. (druż.)                                      |                   |         |
| Lwów 1931                                       | Karabin małokalibrowy klęcząc, 50 m                    | 387 pkt.          |         |
| Lwów 1931                                       | Karabin małokalibrowy klęcząc, 50 m, drużynowo         | 1909 pkt. (druż.) |         |
| Lwów 1931                                       | Karabin małokalibrowy stojąc, 50 m, drużynowo          | 1781 pkt. (druż.) |         |
| Lwów 1931                                       | Karabin dowolny, trzy postawy, 300 m                   | 1104 pkt.         |         |
| Lwów 1931                                       | Karabin dowolny, trzy postawy, 300 m, drużynowo        | 5398 pkt. (druż.) |         |
| Lwów 1931                                       | Karabin dowolny leżąc, 300 m                           | 391 pkt.          |         |
| Lwów 1931                                       | Karabin małokalibrowy leżąc, 50 m, drużynowo           | 1938 pkt. (druż.) |         |
| Lwów 1931                                       | Karabin małokalibrowy stojąc, 50 m                     | 367 pkt.          |         |
| Lwów 1931                                       | Karabin dowolny klęcząc, 300 m                         | 373 pkt.          |         |
| Grenada 1933                                    | Karabin małokalibrowy leżąc, 50 m, drużynowo           | 1921 pkt. (druż.) |         |
| Grenada 1933                                    | Karabin małokalibrowy klęcząc, 50 m                    | 372 pkt.          |         |
| Grenada 1933                                    | Karabin dowolny, trzy postawy, 300 m, drużynowo        | 5356 pkt. (druż.) |         |
| Grenada 1933                                    | Karabin dowolny leżąc, 300 m                           | 383 pkt.          |         |
| Grenada 1933                                    | Karabin małokalibrowy klęcząc, 50 m, drużynowo         | 1827 pkt. (druż.) |         |
| Grenada 1933                                    | Karabin małokalibrowy stojąc, 50 m, drużynowo          | 1749 pkt. (druż.) |         |
| Grenada 1933                                    | Karabin małokalibrowy stojąc, 50 m                     | 360 pkt.          |         |
| Rzym 1935                                       | Karabin małokalibrowy stojąc, 50 m                     | 375 pkt.          |         |
| Rzym 1935                                       | Karabin małokalibrowy stojąc, 50 m, drużynowo          | 1813 pkt. (druż.) |         |
| Rzym 1935                                       | Karabin dowolny, trzy postawy, 300 m, drużynowo        | 5488 pkt. (druż.) |         |
| Rzym 1935                                       | Karabin dowolny, trzy postawy, 300 m                   | 1111 pkt.         |         |
| Rzym 1935                                       | Karabin dowolny klęcząc, 300 m                         | 375 pkt.          |         |
| Helsinki 1937                                   | Karabin wojskowy leżąc, 300 m, drużynowo               | 916 pkt. (druż.)  |         |
| Helsinki 1937                                   | Karabin wojskowy stojąc, 300 m, drużynowo              | 810 pkt. (druż.)  |         |
| Helsinki 1937                                   | Karabin dowolny, trzy postawy, 300 m, drużynowo        | 5481 pkt. (druż.) |         |
| Helsinki 1937                                   | Karabin dowolny leżąc, 300 m, drużynowo                | 1915 pkt. (druż.) |         |
| Helsinki 1937                                   | Karabin dowolny klęcząc, 300 m                         | 380 pkt.          |         |
| Helsinki 1937                                   | Karabin dowolny klęcząc, 300 m, drużynowo              | 1843 pkt. (druż.) |         |
| Helsinki 1937                                   | Karabin wojskowy, trzy postawy, 300 m, drużynowo       | 2583 pkt. (druż.) |         |
| Helsinki 1937                                   | Karabin wojskowy leżąc, 300 m                          | 187 pkt.          |         |
| Helsinki 1937                                   | Karabin małokalibrowy stojąc, 50 m, drużynowo          | 1833 pkt. (druż.) |         |
| Helsinki 1937                                   | Karabin wojskowy klęcząc, 300 m, drużynowo             | 857 pkt. (druż.)  |         |
| Helsinki 1937                                   | Karabin dowolny stojąc, 300 m, drużynowo               | 1735 pkt. (druż.) |         |
| Buenos Aires 1949                               | Karabin małokalibrowy, trzy postawy, 50 m, drużynowo   | 5770 pkt. (druż.) |         |
| Buenos Aires 1949                               | Karabin dowolny, trzy postawy, 300 m, drużynowo        | 5512 pkt. (druż.) |         |
| Buenos Aires 1949                               | Karabin dowolny klęcząc, 300 m                         | 375 pkt.          |         |
| Buenos Aires 1949                               | Karabin wojskowy, 300 m, system argentyński, drużynowo | 1605 pkt. (druż.) |         |
| Oslo 1952                                       | Karabin dowolny leżąc, 300 m                           | 392 pkt.          |         |
| Oslo 1952                                       | Karabin małokalibrowy stojąc, 50 m, drużynowo          | 1836 pkt. (druż.) |         |
| Oslo 1952                                       | Karabin dowolny, trzy postawy, 300 m, drużynowo        | 5481 pkt. (druż.) |         |